# Почуття
Почуття́ (від старослав'янського слова «чути») це:
- Загальний стан свідомості за більш-менш складного поєднання різного роду відчуттів.
- Складний стан організму, що припускає тілесні зміни поширеного характеру — в диханні, пульсі, залозовиділеннях, тощо — і на ментальному рівні - стан збудження чи хвилювання, що позначається сильними почуттям, і зазвичай імпульсом щодо певної форми поведінки. Якщо емоція — інтенсивна, то тоді виступає порушення інтелектуальних функцій, ступінь роздвоєння особистості, і тенденція щодо дії неврівноваженого чи протопатичного характеру.
- Емоційний аспект розумового життя та його виявлень на відміну від інтелектуального, вольового, чи діяльного

Почуття — це специфічні людські, узагальнені переживання, задоволення або незадоволення яких викликає позитивні або негативні емоції — радість, любов, гордість або сум, гнів, сором тощо.
На відміну від емоцій і настроїв, почуття мають виражену об'єктивну прив'язку: вони виникають щодо чого або когось, а не ситуації в цілому. «Я боюсь цієї людини» — це почуття, а «Мені страшно» — це емоція.
За якістю почуття виявляється ставлення особистості до праці, подій, інших людей, до самої себе. За якістю переживань відрізняють одні емоції і почуття від інших, наприклад радість від гніву, сорому, обурення, любові тощо.

## Виникнення почуттів
Згідно з І. П. Павловим, однією з фізіологічних підвалин почуттів є динамічні стереотипи, тобто утворені за життя системи тимчасових нервових зв'язків. «Тут виникають почуття важкості та легкості, бадьорості та стомленості, задоволення і прикрості, радості, торжества і відчаю тощо. Мені здасться, що часто такі почуття при зміні звичайного способу життя, при припиненні звичайних занять, при втраті близьких людей… мають своє фізіологічне підґрунтя значною мірою в зміні, в порушенні старого динамічного стереотипу й у складності становлення нового» (І. П. Павлов).
У виникненні та перебігу почуттів велику роль відіграє друга сигнальна система в її взаємодії з першою. Слово змінює наші настрої, викликає захоплення, глибокі переживання. Найкращим прикладом цього є почуття, що викликаються поетичними творами. Усвідомлюючи ситуацію, що викликає певні почуття та самі почуття, ми можемо зменшити силу переживання, стримувати, регулювати їх, але зовнішнє вираження емоцій, внутрішній емоційний і почуттєвий стан при цьому зберігаються.
В емоційній сфері людини особливе місце посідають вищі почуття. Особливе місце вищим почуттям відводиться у художній творчості. Багато авторів приділяють чималу увагу їхньому висвітленню тощо. Вони являють собою відображення переживань ставлення до явищ соціальної дійсності. За змістом вищі почуття поділяють на моральні, естетичні, інтелектуальні та практичні почуття. Рівень духовного розвитку людини оцінюють за тим, якою мірою їй властиві ці почуття. У вищих почуттях яскраво виявляються їхні інтелектуальні, емоційні та вольові компоненти. Вищі почуття є не лише особистим переживанням, а й засобом виховного впливу на інших.

## Характеристика
Існують різні характеристики емоцій.
- За значущістю переживання для людини емоції поділяються на позитивні та негативні.
- За характером впливу на організм — стенічні, які активізують організм, підвищують настрій, посилюють працездатність, та астенічні, котрі пригнічують, знижують його працездатність.
- За можливістю регулювання — ті, що піддаються регулюванню, та ті які не піддаються регулятивному впливові.
- За характером перебігу — уповільнені та вибухові.
- За структурою — однорідні (прості) і складні.
- За ступенем значущості — локальні, пов'язані з безпосереднім переживанням певної життєвої події, та фундаментальні, що зумовлені переживанням життєво важливих подій.
- За виконуваними функціями — оцінювальні, гальмівні, активізуючі тощо.

## Види почуттів
Моральні почуття — це почуття, в яких виявляється стійке ставлення людини до суспільних подій, до інших людей, до самої себе. Їхнім джерелом є спільне життя людей, їхні взаємини, боротьба за досягнення суспільних цілей. Моральні почуття людини сформувались у суспільно-історичному житті людей, в процесі їхнього спілкування і стали важливим засобом оцінки вчинків і поведінки, регулювання взаємин особистості.
Естетичні почуття — це чуття краси в явищах природи, в праці, в гармонії барв, звуків, рухів і форм. Гармонійна злагодженість в об'єктах цілого та частин, ритм, консонанс, симетрія - викликають почуття приємного, насолоду, яка глибоко переживається та вшляхетнює душу. Ці почуття викликають твори мистецтва. Не тільки в мисленні, а й почуттями людина утверджує себе в предметному світі.
Залежно від рівня загальної та мистецької культури люди по різному відгукуються на красу. Одні глибоко переживають гармонійно виражені ритм і риму, переходи та взаємопереходи між кольорами, звуками, формами та рухами, інші не відчувають цієї гармонії й захоплюються грубими, різкими звуками, безладними рухами, випадковими поєднаннями кольорів.
Естетичні почуття тісно пов'язані з моральними почуттями. Вони вшляхетнюють особистість, надихають її високими прагненнями, утримують від негативних вчинків. Отже, естетичні почуття є істотними чинниками у формуванні морального обличчя людини.
Вищі рівні розвитку естетичного почуття виявляються в почуттях високого, піднесеного, трагічного, комічного, гумору. Ці різновиди естетичних почуттів органічно пов'язані з моральними почуттями і є важливим засобом їхнього формування.
Практичні почуття — це переживання людиною свого ставлення до діяльності. Людина відгукується на різні види діяльності — трудову, навчальну, спортивну. Це виявляється в захопленні, в задоволенні діяльністю, в творчому підході, в радості від успіхів або в незадоволенні, в байдужому ставленні до неї. Практичні почуття виникають у діяльності. Яскраве уявлення про зміст і форми діяльності, її процес і результат, громадську цінність — головна передумова виникнення й розвитку практичних почуттів.
Практичні почуття розвиваються або згасають залежно від організації та умов діяльності. Вони особливо успішно розвиваються і стають стійкими тоді, коли діяльність імпонує інтересам, нахилам і здібностям людини, коли в діяльності виявляються елементи творчості, розвиваються перспективи її розвитку.
Практичні почуття стають багатшими, якщо поєднуються з моральними почуттями. Праця як справа честі, гуманістичне ставлення до діяльності роблять практичні почуття важливим чинником боротьби за високу продуктивність та якість праці.
Інтелектуальні почуття являють собою емоційний відгомін ставлення особистості до пізнавальної діяльності в широкому розумінні. Ці почуття виявляються в допитливості, чутті нового, здивуванні, упевненості або сумніві. Інтелектуальні почуття яскраво виявляються в пізнавальних інтересах, любові до знань, навчальних і наукових уподобаннях.
Пізнавальні почуття залежно від умов життя, навчання та виховання мають різні рівні свого розвитку. Такими його рівнями є цікавість, допитливість, цілеспрямований, стійкий інтерес до певної галузі знань, захоплення пізнавальною діяльністю. Пізнавальні почуття своїм механізмом мають природжений орієнтувальний рефлекс, але його зміст цілком залежить від навчання, виховання, навколишньої дійсності умов життя.